# Burnham Sutton cum Burnham
Burnham Sutton cum Burnham var en civil parish 1729–1929 när det uppgick i Burnham Market, i grevskapet Norfolk i England. Civil parish var belägen 8 km från Docking och hade 333 invånare år 1921.